# Vidhan Parishad
Pour les articles homonymes, voir Conseil législatif.
La Vidhan Parishad (en hindi : विधान परिषद) ou Conseil législatif (en anglais : Legislative Council) est la chambre haute des législatures bicamérales de sept États indien  (Uttar Pradesh, Bihar, Karnataka, Maharashtra,  Andhra Pradesh et Telangana). La chambre basse des États s'appelle la Vidhan Sabha.
La Vidhan Parishad est renouvelée par tiers tous les deux ans, de sorte que chaque membre ait un mandat de six ans. Elle est élue au suffrage indirect de la manière suivante :
- un tiers des membres sont élus par les organes locaux comme les corporations, municipalités et zilla parishads
- un tiers des membres sont élus par les membres de la Vidhan Sabha, la chambre basse de la législature, parmi les personnes qui n'en sont pas membres
- un douzième des membres sont élus par les personnes diplômées de l'enseignement supérieur depuis au moins trois ans
- un douzième des membres sont élus par les personnes enseignant dans l'éducation secondaire ou supérieure
- un sixième des membres sont nommés par le gouverneur de l'État parmi les personnes possédant des connaissances ou une expérience dans les domaines de la littérature, de la science et des arts, le mouvement coopératif et les services sociaux

Les membres de la Vidhan Parishad doivent pour être élus être citoyens indiens, être âgés de plus de 30 ans, ne pas souffrir de maladie mentale ni être en faillite personnelle et être inscrit sur la liste électorale de l'État. Le nombre de membres de la Vidhan Parishad ne peut pas dépasser un tiers du nombre des membres de la Vidhan Sabha mais ne peut pas être inférieur à 40 (sauf au Jammu-et-Cachemire dont la Vidhan Parishad compte 36 membres).
En Andhra Pradesh, la Vidhan Parishad avait été supprimée et a été rétablie en 2007. Au Tamil Nadu, le Vidan Parishad devait être rétabli en 2010 mais l'application de la loi a été suspendue.
Les projets de loi sont déposés à l'une des deux chambres de la législature de l'État (Vidhan Sabha ou Vidhan Parishad), à l'exception des lois de finance qui sont déposées à la Vidhan Sabha. Une fois adopté par la première chambre, un projet de loi est envoyé à la seconde chambre. Si la seconde chambre rejette le projet de loi, n'agit pas dans les six mois (14 jours pour les lois de finance) ou adopte des amendements qui sont inacceptables pour la première chambre, le Gouverneur de l'État peut convoquer une session commune des deux chambres pour se prononcer définitivement sur le projet de loi.